# Tratado de Baden (1714)

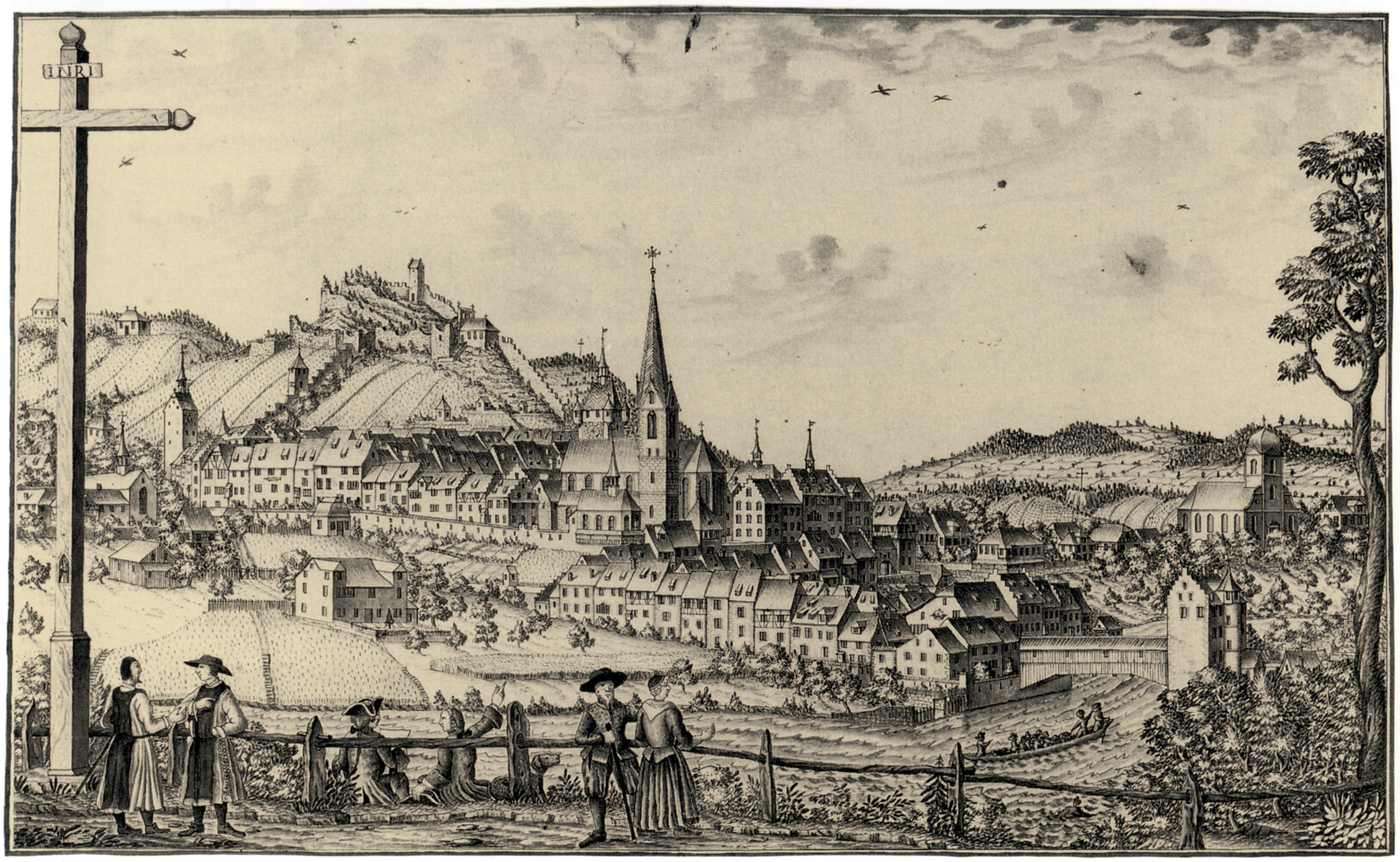
La ciudad suiza de Baden en 1751

El tratado de Baden, firmado el 7 de septiembre de 1714, fue el último tratado de la Paz de Utrecht que puso fin definitivamente a la Guerra de Sucesión Española. Las negociaciones tuvieron lugar en la localidad suiza de Baden y en el tratado final se concretaron algunos de los acuerdos alcanzados seis meses antes en el Tratado de Rastatt por el que el Imperio Habsburgo puso fin a la guerra que todavía mantenía con el Reino de Francia al haberse negado el emperador Carlos VI a firmar la paz en Utrecht. 

## Historia

### Antecedentes
El Archiduque Carlos, desde 1711 Carlos VI de Austria, no renunció a sus aspiraciones a la Corona española —por lo que no reconoció a Felipe de Borbón como rey de España ni al duque de Saboya como rey de Sicilia— y se negó a firmar la paz en Utrecht, aunque sus aliados británicos y holandeses sí lo habían hecho. Así que en 1713 la guerra entre Luis XIV y Carlos VI prosiguió pero los reveses militares que sufrieron los imperiales convencieron a Carlos VI que debía poner fin a la guerra por lo que se iniciaron las negociaciones de paz en la ciudad alemana de Rastatt que culminaron con la firma el 6 de marzo de 1714 del tratado que lleva el nombre de esa ciudad alemana.

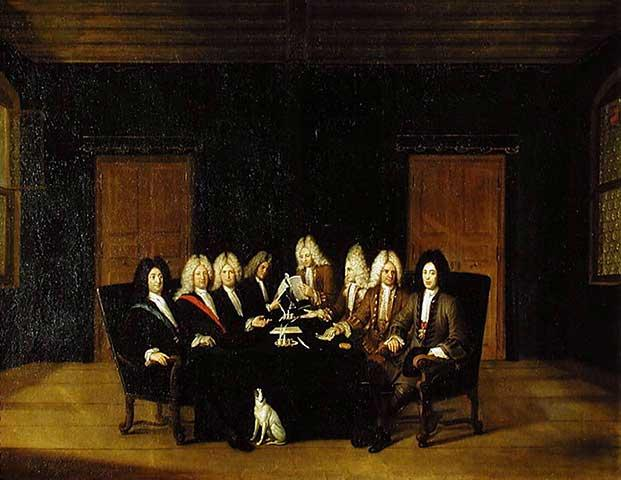
Pintura que muestra a los ocho signatarios del Tratado de Baden. En el extremo izquierdo de la mesa el Mariscal Villars y en el extremo derecho el príncipe Eugenio de Saboya.

Los protagonistas en las negociaciones de Baden fueron de nuevo el Mariscal de Villars, por el lado francés, y el príncipe Eugenio de Saboya, por el lado imperial, lo que facilitó los acuerdos pues entre ambos había una vieja amistad entablada cuando Villars fue embajador de Luis XIV en la corte de Viena. Esta vez el caso de los catalanes no se interpuso por lo que se pudieron alcanzar rápidamente los acuerdos. La firma tendría lugar solo una semana antes de la caída de Barcelona en manos de Felipe V, gracias al ejército francés que al mando del duque de Berwick había enviado a Cataluña Luis XIV para que su nieto Felipe acabara de una vez con la resistencia de los catalanes a aceptar a su nuevo rey.

### El acuerdo final
Según lo estipulado en el tratado de Baden, firmado el 7 de septiembre de 1714, Carlos VI vio reconocida definitivamente la posesión de los Países Bajos españoles, del Reino de Nápoles, del Ducado de Milán y de Cerdeña (que sería intercambiada en 1718 por el reino de Sicilia), mientras que Luis XIV conservaba Landau, Estrasburgo y Alsacia, pero perdía Breisach, Kehl y Friburgo, en la orilla derecha del Rin. El Imperio para poder tomar posesión de los Países Bajos españoles, hasta entonces bajo el control de las Provincias Unidas, tuvo que reconocer la cesión de determinadas plazas a los neerlandeses para prevenir un eventual ataque de Francia, y para ello firmaron un acuerdo el 15 de noviembre de 1715, aunque no fue ratificado hasta 1719.

Europa después de los tratados de Utrecht, Rastatt y Baden:
Ganancias de los Habsburgo (Países Bajos españoles, reinos de Nápoles y Cerdeña y Ducado de Milán)
Ganancias de Saboya (reino de Sicilia, intercambiado en 1720 por Cerdeña).
Ganancias británicas (Menorca y Gibraltar)
Ganancias prusianas (parte del Alto Güeldres)

En el tratado de Baden también se hizo efectiva la restauración, ya acordada en Rastatt, del Elector de Colonia (Joseph Clemens) y del Elector de Baviera (Maximiliano II Manuel de Baviera), ambos aliados de Luis XIV, en sus respectivos estados. A cambio Luis XIV se comprometió a evacuar Lorena.
En el tratado Luis XIV hizo una concesión a Carlos VI —que pudiera seguir ostentado el título de rey de España—, lo que irritó sobremanera a su nieto Felipe V. El embajador francés en la corte de Madrid informó que Felipe al conocer la noticia «se enfureció y me dijo que resultaba asombroso tener que soportar que el Archiduque se arrogara unos títulos que no le pertenecían de ninguna manera». El embajador a continuación relataba que intentó calmarle argumentando que «estos títulos no podían acarrear ningún perjuicio a los derechos legítimos e incontestables de Su Majestad». La prueba de que el embajador no consiguió convencerle fue que inmediatamente Felipe V escribió una carta a Luis XIV en la que le decía que el reconocimiento a Carlos VI del título de «rey de España y de las Indias» le inducía «a pensar que hay algún artículo secreto del que no se me ha informado», «pues no puedo creer que no hayáis previsto de qué manera inconveniente este tratado me deja». "Una vez más, un paciente Luis XIV procuró atenuar el resentimiento de su nieto y le aclaró que el uso de tales títulos no comportaba derecho alguno, tal como establecía un artículo firmado previamente", afirma el historiador Joaquim Albareda.